# 塔庫瓦

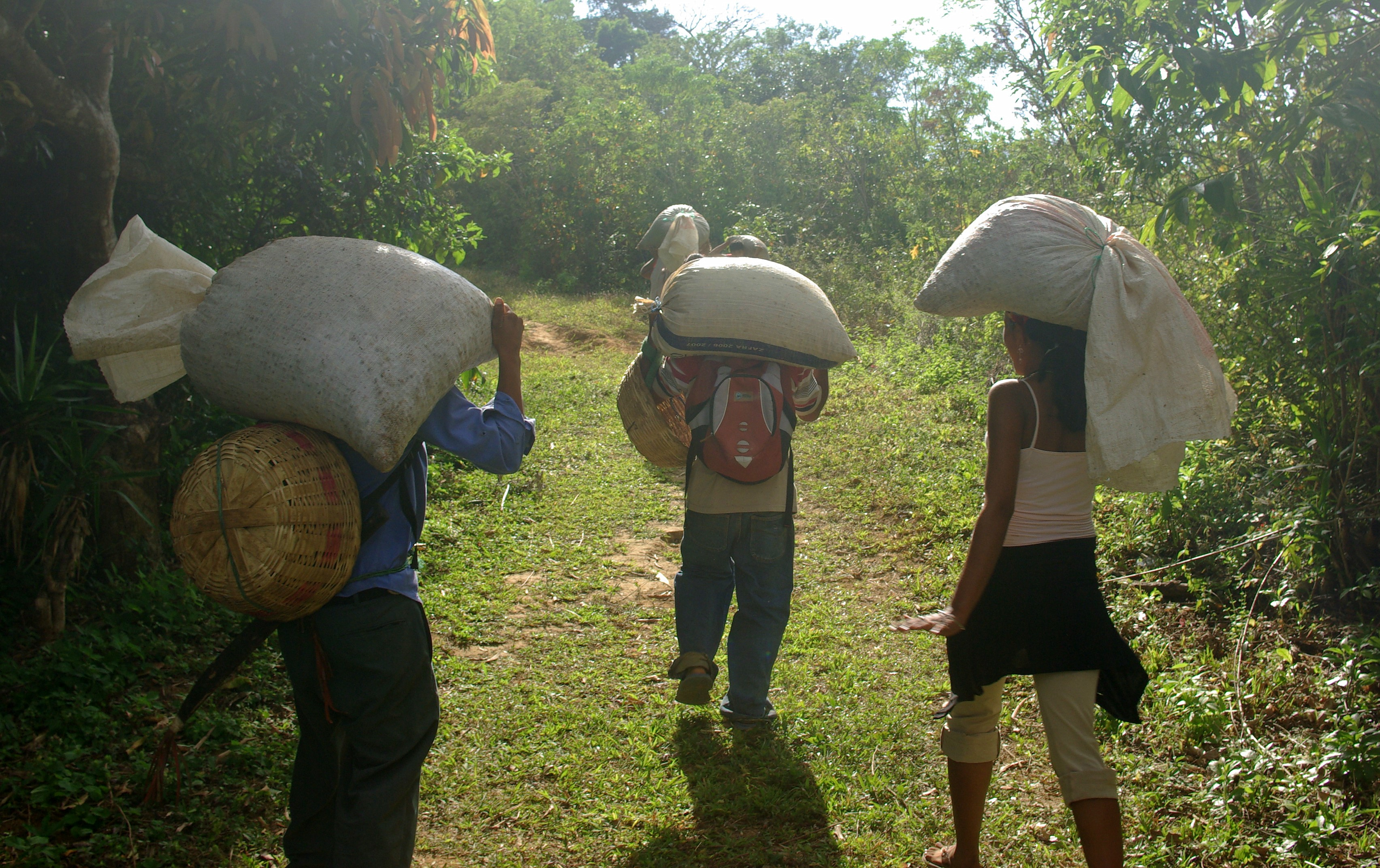

塔庫瓦（西班牙語：Tacuba），是薩爾瓦多的城鎮，位於該國西部，由阿瓦查潘省負責管轄，面積149.58平方公里，海拔高度699米，2013年人口31,209，人口密度每平方公里208.64人。
13°54′N 89°56′W / 13.900°N 89.933°W